# Anolis magnaphallus
Anolis magnaphallus este o specie de șopârle din genul Anolis, familia Polychrotidae, descrisă de Poe și Ibánez în anul 2007. Conform Catalogue of Life specia Anolis magnaphallus nu are subspecii cunoscute.